# Art Ensemble of Chicago
 (mai 2022).
Si vous disposez d'ouvrages ou d'articles de référence ou si vous connaissez des sites web de qualité traitant du thème abordé ici, merci de compléter l'article en donnant les références utiles à sa vérifiabilité et en les liant à la section « Notes et références ».
 (avril 2018).

## Historique
Dès 1967, le trompettiste Lester Bowie, le saxophoniste Roscoe Mitchell, le bassiste Malachi Favors (surnommé Maghostut), et occasionnellement le multi-instrumentiste Joseph Jarman jouent ensemble sous le nom de Roscoe Mitchell Art Ensemble (avec Robert Crowder à la batterie).
Le quartet se renomme Art Ensemble of Chicago lors de son séjour à Paris, dès 1969. Plus tard, l'intégration de (Famoudou) Don Moye à la batterie en 1970 complète la formation.
Le groupe s'enrichit ponctuellement d'autres membres, Muhal Richard Abrams (1973-74) et Cecil Taylor (1984), mais en intégrant uniquement pour un enregistrement les vocalistes Fontella Bass (1970), Chicago Beau (1970) et même, à l'occasion d'un disque et d'une série de concerts au Théatre du Vieux-Colombier, Brigitte Fontaine (1969-70).
Chacun de ses membres s'entoure au fil des ans de multiples instruments, dont il use au gré de l'inspiration : accordéon, clarinette alto et autres clarinettes, flûte alto, saxophone alto, basso, ballophone, flûte de bambou, banjo, baryton, basse, saxophone basse, divers types de batteries, basson, clarinette en Si b, clarinette basse, balafon, cloches, bendir, bongos, sonnette de bicyclette, célesta, congas, chekere, claves, coquillages, cymbales, cithare, batteries, djembé, djun-djun, donno, étrange corne d'éléphant, basse Fender, flûte, bugle, guitare, glockenspiel, gongs, divers cors (le kelphorn en particulier), log drum, long cor, marimbas, maracas, mélodica, hautbois, percussions diverses, piccolo, sirène, soprano, sopranino, steel-drums, steer-horn, tambour, tom-tom, trompette, trap-drums, saxophone ténor, tympanon, vibraphone, sifflets, woodblocks, zyther, sans oublier que parfois, ils donnent de la voix.
La métamorphose de l'ensemble terminée, le quintette revient à Chicago, mais pour mieux parcourir le monde (essentiellement en Europe et au Japon).
Un concert de l'Art Ensemble of Chicago commence parfois en retard. En effet, le groupe commence par se vêtir de couleurs bariolées (boubous et autres tuniques) et choisit les peintures de guerre qui ornent leurs visages (sauf Lester Bowie, sobre dans son costume strict, immaculé, cravaté sobrement). Commence l'alchimie de la « Great Black Music » : mêlant l'archaïque et l'ultramoderne, les rythmes africains et l'évocation des grands anciens du jazz ou de références européennes, la préhistoire du jazz (des bayous, dans les « barrel house » et les « honky tonks », chants des « minstrels ») et l'expérimentation, les cris et les chuchotements, les polyphonies gordiennes et les solos parfaitement ordonnés, le sérieux et le sarcasme, l'humour, l'ironie, et le pathétique, la révérence et l'iconoclastie, le passé et le présent, en un patchwork bigarré débité avec le plus grand sérieux, un exposé de musicologie appliquée. L'Art Ensemble est un paradoxe vivant, même un oxymore permanent. Tout cela tient de la bacchanale, du culte panique, de la cérémonie vaudoue et de la recherche contemporaine, mais dans un déroulement maîtrisé, un cérémonial méticuleux.
L'engouement faiblissant pour le Free jazz, puis les disparitions progressives de ses membres, font fléchir l'activité du groupe. Lester Bowie meurt en 1999, Malachi Favors en 2004, Joseph Jarman en 2019.

## Discographie partielle du groupe
- A Jackson in Your House (1969) (Affinity)
- Tutankhamun (1969) (Black Lion)
- People in Sorrow (1969) (Nessa)
- Message to Our Folks (1969) (Affinity)
- Reese and the Smooth Ones (1969) (Freedom)
- Eda Wobu (1969) (JMY)
- The Paris Session (1969) (Freedom)
- Comme à la radio (avec Brigitte Fontaine et Areski Belkacem, 1969) (Saravah)
- 1969 : Je Suis Un Sauvage / Le Moral Nécessaire[1] avec Alfred Panou
- Live Part One (1970) (BYG)
- Live in Paris (1970) (Varese)
- Certain Blacks (1970) (Inner City)
- Les Stances à Sophie (film)[2] (1970) (Universal Sound)
- Phase One (1971) (Prestige)
- Live at Mandel Hall (1972) (Delmark)
- Bap-Tizum (1972) (Koch Jazz)
- Fanfare for the Warriors (1973) (Koch Jazz)
- Chi-Congo (1973) (Paula)
- Kabalaba live at Montreux (1974) (AECO)
- Spiritual (1974) (Black Lion)
- Nice Guys (1978) (ECM)
- Great Black Music (1978) (Affinity)
- Live in Berlin (1979) (Records)
- Full Force (1980) (ECM)
- Urban Bushmen (1980) (ECM)
- Live in Milano (1980) (Golden Years of New)
- The Third Decade (1984) (ECM)
- Among the People (1984) (Praxis)
- Ancient to the Future, Vol. 1 (1987) (DIW)
- Alternate Express (1989) (DIW)
- Art Ensemble of Soweto (1989) (DIW)
- Dreaming of the Masters Suite (1990) (DIW)
- Live at the 6th Tokyo Music Joy (1990) (DIW)
- America - South Africa (1991) (Columbia)
- Thelonious Sphere Monk: Dreaming of the Masters, Vol. 2 (1992) (DIW)
- Coming Home Jamaica (1998) (Atlantic)
- Naked (2000) (DIW)
- The Meeting[3] (2003) (Pi Recordings)
- Tribute to Lester (2003) (ECM)
- 2004 : Sirius Calling[4]
- 2006 : Non-Cognitive Aspects of the City - Live at Iridium[5]
- 2018 : We Are On The Edge: A 50th Anniversary Celebration[6],[7] sorti en 2019 chez Pi Recordings
- 2020 : THE SIXTH DECADE - FROM PARIS TO PARIS[8] sorti en 2023 chez RogueArt[9]

- 2019 : Anthologie ECM : The Art Ensemble Of Chicago and associated ensembles[10], chez ECM donc[11] en 18 albums.

## Documentaire
- (en) Null Sonne No Point-The Art Ensemble of Chicago, film documentaire de Nicolas Humbert et Werner Penzel, 33 minutes, 1997, Suisse (présentation en ligne).